# Trithérapie
« Trithérapie » se dit de tout traitement médicamenteux comprenant trois principes actifs agissant différemment.
On parle ainsi d'une trithérapie antihypertensive contre l'hypertension artérielle ou contre l'angine de poitrine. Mais l'usage du terme le plus courant, en dehors des spécialisés, reste pour le traitement d'une infection par le virus de l'immunodéficience humaine (VIH), et, plus récemment, de l'hépatite C.